# S Antliae

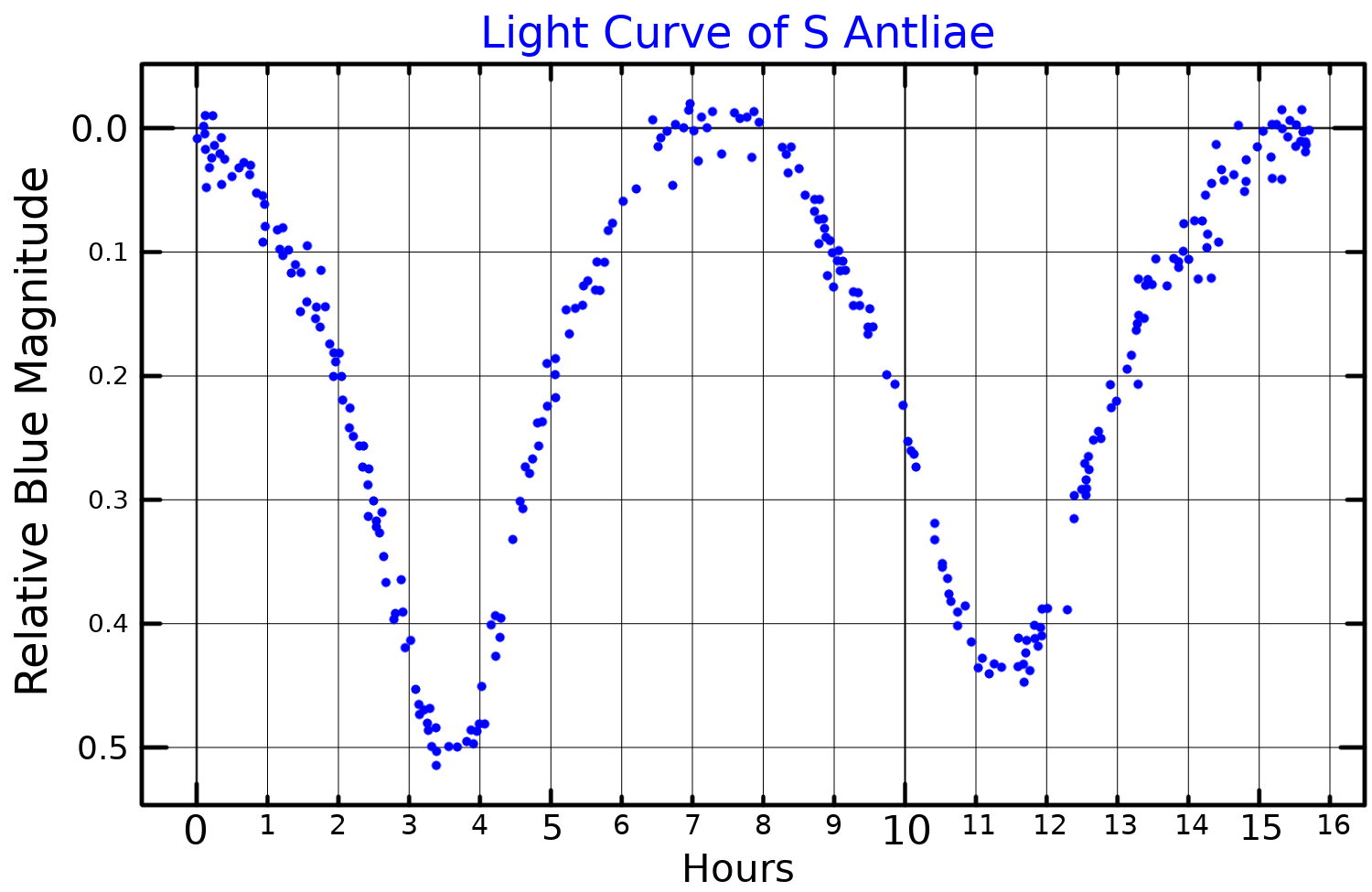
Gráfica de la magnitud de la estrella a causa de su período orbital.

S Antliae (S Ant / HD 82610 / HR 3798) es una estrella variable de la constelación de Antlia, la máquina neumática, situada cerca del límite con Pyxis. Se encuentra a 245 años luz del sistema solar.
S Antliae es una binaria de contacto de tipo espectral A7V o A9V. En este tipo de binarias cercanas, debido a su proximidad, las dos estrellas comparten sus capas exteriores de gas. No obstante, el grado de «sobrecontacto» de S Antliae (9%) es pequeño en comparación con otras binarias de este tipo. El período orbital del sistema es de 0,6483 días (15,56 horas) y se piensa que puede ser variable.
Clasificado como variable W Ursae Majoris, su brillo fluctúa entre magnitud aparente +6,40 y +6,92.
La relación entre las masas de ambas componentes, q, es igual a 0,87, siendo las temperaturas respectivas de 7800 y 7340 K. El sistema tiene una luminosidad conjunta 13 veces mayor que la del Sol y una metalicidad cercana al 60% de solar. Su edad se estima en 1500 millones de años.